# Maurizio Ferrini
Maurizio Ferrini, né le 12 avril 1953 à Cesena, est un acteur, écrivain et humoriste italien.

## Biographie
Maurizio Ferrini a fait ses débuts dans l'émission Quelli della notte de Renzo Arbore, où il a montré son humour, comme dans la réplique : « Non capisco, ma mi adeguo » (Je ne comprends pas mais je m'adapte).

### Madame Emma Coriandoli
Au début des années 1990, dans l'émission Domenica In, il campe en travesti le personnage de Madame Emma Coriandoli, parodie de la femme au foyer italienne.
Du 1991 au 1993, il apparaît dans le téléjournal humoristique Striscia la notizia.
En 1992, il joue son dernier rôle dans le film Sognando la California, sous la direction de Carlo Vanzina, pour ensuite abandonner progressivement la scène jusqu'en 2005, où il participe au reality-show L'isola dei famosi, en manifestant publiquement son souhait de revenir à la télé et au cinéma après des années de silence.

## Œuvres
- 1992 : L'ultimo comunista, Arnoldo Mondadori Editore
- 1993 : È permesso?, sous le pseudonyme de Emma Coriandoli, Arnoldo Mondadori Editore

## Télévision
- 1985 : Quelli della notte
- 1989 - 1990 : Domenica In
- 1990 : La forja de un rebelde (série télévisée) (Saison 1, épisode 1)
- 1991 - 1993 : Striscia la notizia
- 2005 : L'isola dei famosi, saison 3 (téléréalité)
- 2006 : Suonare Stella (mini série télévisée) : Zaira
- 2007 : Ma chi l'avrebbe mai detto (mini série télévisée) : Medardo

## Filmographie
- 1987 : Il commissario Lo Gatto de Dino Risi : Agent Gino Gridelli
- 1987 : La Métropole des animaux (Animali metropolitani) de Steno
- 1988 : Saremo felici de Gianfranco Lazotti
- 1988 : Compagni di scuola de Carlo Verdone : Armando Lepore
- 1992 : Sognando la California de Carlo Vanzina  : Silvio Morandi